# Keen Johnson
Pour les articles homonymes, voir Johnson.
Keen Johnson, né le 12 janvier 1896 à Brandon's Chapel et mort le 7 février 1970 à Richmond, est un journaliste et homme politique américain. Il est le 1er Undersecretary of Labor et le 45e Gouverneur du Kentucky.